# 野亚麻
野亚麻（学名：Linum stelleroides）为亚麻科亚麻属下的一个种。